# Brunfelsia bonodora
Brunfelsia bonodora är en potatisväxtart som först beskrevs av José Mariano da Conceição Vellozo och som fick sitt nu gällande namn av J. F. Macbride. Brunfelsia bonodora ingår i släktet Brunfelsia och familjen potatisväxter. Inga underarter finns listade i Catalogue of Life.

## Bildgalleri

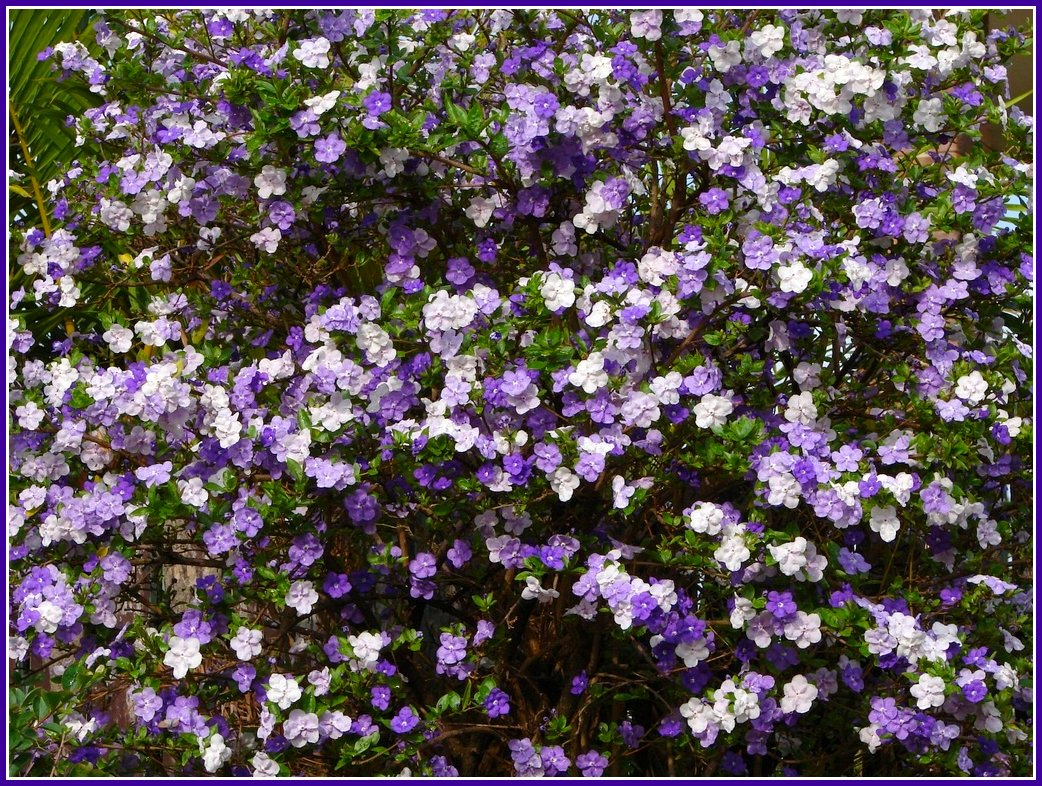